# Norderoogsand
Norderoogsand là một bãi cát trong vùng biển Wadden thuộc biển Bắc. Một phần của bãi cát đã dần nổi lên khỏi mặt biển để trở thành một đảo chắn và hiện nằm cách bờ biển bang Schleswig-Holstein của Đức 25 kilômét. Tên gọi Norderoogsand bắt nguồn từ tên của đảo Norderoog ở phía đông thực thể này.

## Địa lý
Norderoogsand là một bãi cát cạn nước có chiều dài tính theo trục bắc-nam là 5,5 km, chiều rộng 2,7 km và tổng diện tích khoảng 9,4 km². Qua thời gian, phần phía bắc Norderoogsand đã nổi lên tạo thành một đảo chắn hình lưỡi liềm dài 700 mét, rộng 200 m với diện tích khoảng 14 hecta. Nơi cao nhất của đảo đạt độ cao 4 m. Sự hình thành nên đảo này gặp thuận lợi về mặt dòng chảy và gió nhờ đảo nằm ở mặt khuất gió của những đụn cát khác. Tuy nhiên, muốn giữ được đất để tồn tại lâu dài thì đảo phải dựa vào bộ rễ thực vật nhưng rễ của cỏ dại trên đảo chưa đủ khả năng để giữ đất.

## Sinh vật
Norderoogsand nằm trong vùng lõi của khu bảo tồn mang tên Các vườn quốc gia biển Wadden. Về thực vật, ngoài một số loài như Leymus arenarius và cỏ thuộc chi Ammophila (họ Hòa thảo) thì người ta còn tìm thấy tại đây một vài loài cây thường mọc ở các đầm lầy mặn như cỏ xanh-pie và thực vật thuộc chi Halimione (họ Dền). Về động vật, tính đến mùa hè năm 2012, có 149 cặp Larus argentatus, 74 cặp Larus fuscus, bốn cặp Haematopus ostralegus, hai cặp Charadrius hiaticula, hai cặp Anser anser, hai cặp Larus marinus, hai cặp Somateria mollissima và một cặp Falco peregrinus đã tìm đến đây sinh sản.